# 옐로 커리
옐로 커리(yellow curry, 태국어: แกงกะหรี่ 깽 까리[*])는 옐로 커리 페이스트에 닭고기나 쇠고기 등 고기와 감자 등 채소를 넣고 끓여내는 태국식 커리이다. 주로 쌀밥이나 카놈 찐 등 국수와 함께 먹는다.

## 같이 보기
- 그린 커리
- 레드 커리